# Cristóbal Martí
Cristóbal Martí Batalla (katalanisch Cristòfol Martí i Batalla; * 2. Februar 1903 in Granollers; † 28. Juli 1986) war ein spanischer Fußballspieler und -trainer.

## Spielerkarriere

### Verein
Martí begann seine Karriere beim CE Sabadell. Zwischen 1923 und 1925 spielte er beim FC Barcelona. Danach kehrte er nach Sabadell zurück. 1928 wechselte er nochmal zum FC Barcelona, mit dem er in der neu gegründeten Primera División spielte. In seiner ersten Saison wurde er mit seinem Klub umgehend Meister. 1933 wechselte er zum Ligakonkurrenten Espanyol Barcelona, wo er seine Karriere beendete.

### Nationalmannschaft
Martí debütierte im Januar 1930 im Nationalteam gegen die Tschechoslowakei. Sein letztes Nationalspiel absolvierte er im April 1931.

## Trainerkarriere
Nach seiner Spielerkarriere wurde Martí Trainer. Von 1939 bis 1940 war er Trainer von Racing Santander. Danach trainierte er von 1940 bis 1941 Real Oviedo. Daraufhin trainierte er bis 1942 den CD Málaga. Zwischen 1942 und 1943 war er Trainer des FC Girona. Von 1943 bis 1944 und 1946 bis 1948 trainierte er den RCD Mallorca. Von 1949 bis 1950 war Martí Trainer des CE Europa. Dies war seine letzte Trainerstation. Martí starb im Juli 1986 im Alter von 83 Jahren.

## Erfolge
- Spanischer Meister: 1928/29